# اوبریا
اوبریا نام کامل 

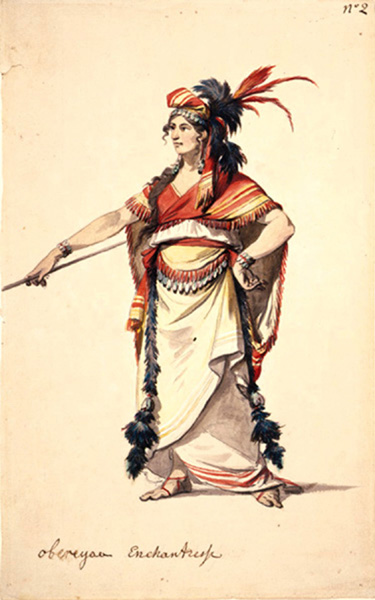
لباس‌های طراحی شده برای شخصیت پوره آ در نمایش پانتومیم اومانی توسط فیلیپ جیمز دو لوتربورگ در سال ۱۷۸۵

(به تاهیتیایی: Tevahine-'ai-roro-atua-i-Ahurai)، که همچنین به نام پوره آ نیز شناخته شده و در حدود سال ۱۷۶۹ زندگی می‌کرده، یک ملکه از قبیله تِوا و فرمانروای خودخوانده تمامی تاهیتی بود. نام رئیس اوبریا از اولین سفرهای اکتشافی معروف اروپاییان به تاهیتی شناخته شده است. او به عنوان رئیس بر قلمروی قبیله خود در سال‌های ۱۷۶۷–۱۷۶۸ حکمرانی می‌نمود، که مصادف بود با سفر اکتشافی ساموئل والیس به تاهیتی، که وی را در طی آن سفر ملاقات نمود.

## زندگی‌نامه

### سالهای اولیه زندگی
مادر اوبریا، رئیس قلمروی آهورای ماراسه در فاآ بود. اوبریا با آمو که عضوی از قبیله تِوا و رئیس پاپارا بود، ازدواج نمود.
ازدواج ایشان با تولد پسرشان ترییرره به پایان رسیده و توپایا معشوق وی شد.

### استنادات
1. ↑  Salmond, Anne (2010). Aphrodite's Island. Berkeley: University of California Press. pp. 60, 65. ISBN 978-0-520-26114-3.